# 艺术与工艺运动

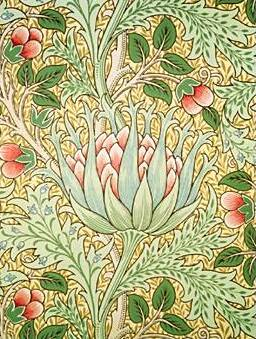
約翰·亨利·迪爾 (John Henry Dearle) 為 William Morris & Co. 製作的「朝鮮薊」牆紙，約1897 年。

艺术与工艺运动（英語：Arts and Crafts Movement），又譯工藝美術風格，指的是一種平面裝飾和美術領域的國際趨勢，最早和最充分地發展在不列顛群島，隨後傳播至大英帝國各地，以及歐洲和北美洲等其他地區。
這一運動在大約 1880 年至 1920 年間在歐洲和北美蓬勃發展，是為了反對維多利亞裝飾風格的設計上的譁眾取寵、華而不實。後來被稱為新藝術運動的運動，受到了它的強烈影響。 在日本，它於1920年代以「民藝」運動的形式出現。它代表傳統工藝，經常使用中世紀歐洲風格、浪漫主義或民間藝術風格的裝飾。它提倡經濟和社會改革，其方向是反工業（化）的。 它對歐洲的藝術產生了強大的影響，直到 1930 年代被現代主義取代；至今，它的影響力在工藝製造者、設計師和城市規劃師中繼續存在。
該術語最初由 T. J. Cobden-Sanderson 在 1887 年的一次工藝美術展覽協會（英語：Arts and Crafts Exhibition Society）會議上使用，儘管它所依據的原則和風格在英國已經發展了至少 20 年。它的靈感來自建築師奧古斯塔斯·普金、作家約翰·拉斯金和設計師威廉·莫里斯的想法。 在蘇格蘭，它與查爾斯·雷尼·麥金托什 (Charles Rennie Mackintosh) 等關鍵人物有關。

## 命名
其名称旧译为“工艺美术运动”，这一旧译易引起误解。正如其英文原文所显示，这场运动试图改变文艺复兴以来艺术家与手工艺人相脱离的状态，弃除工业革命所导致的设计与制作相分离的恶果，强调艺术与手工艺的结合。正是因此，在2010年中国大陆出版的一部较客观完善的西方设计通史建议采用“艺术与工艺运动”这一更准确的直译名。

## 起源和主要宗旨

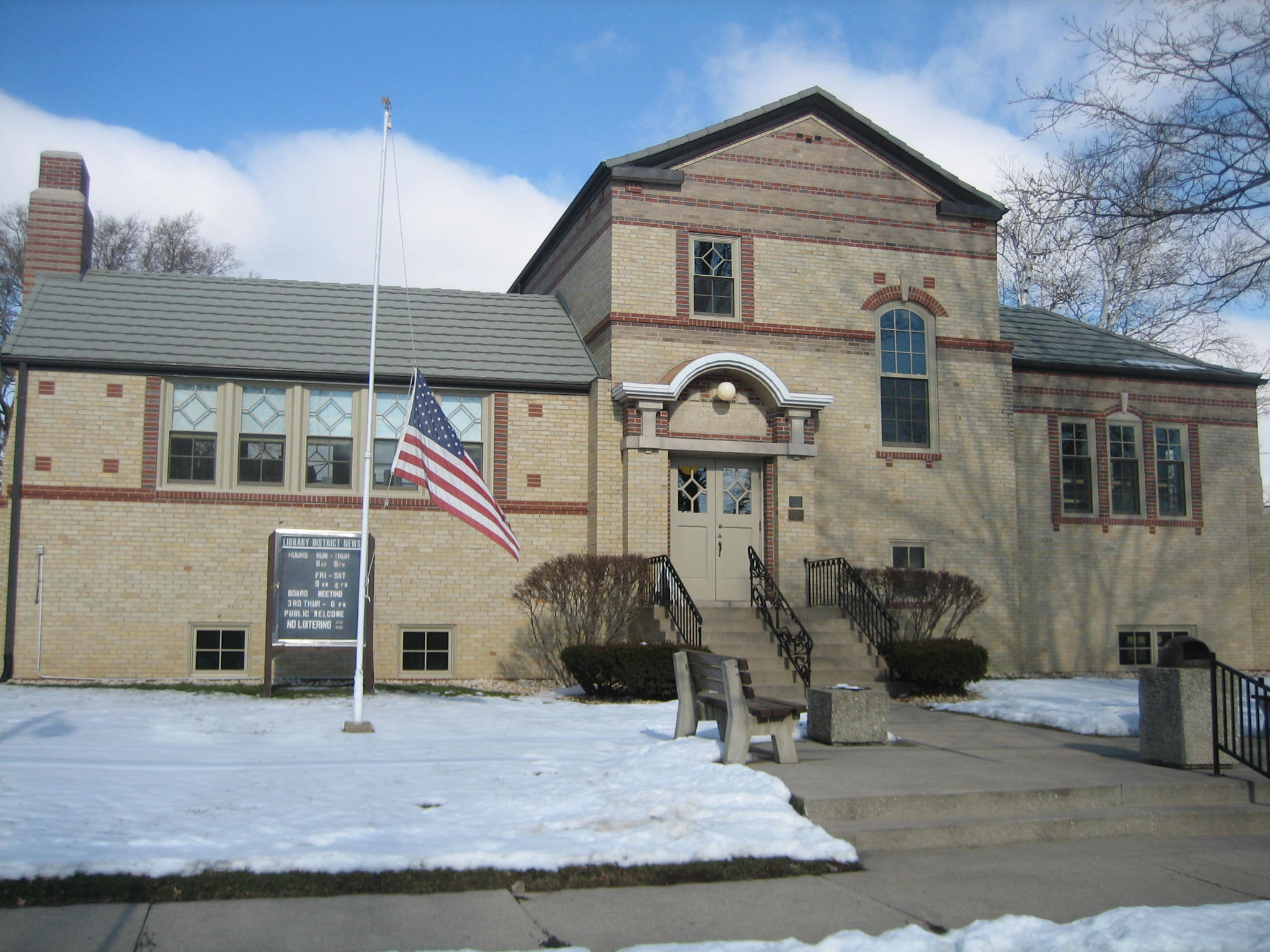
美国伊利诺斯州俄勒冈的公共图书馆是一个美术工艺运动的代表作

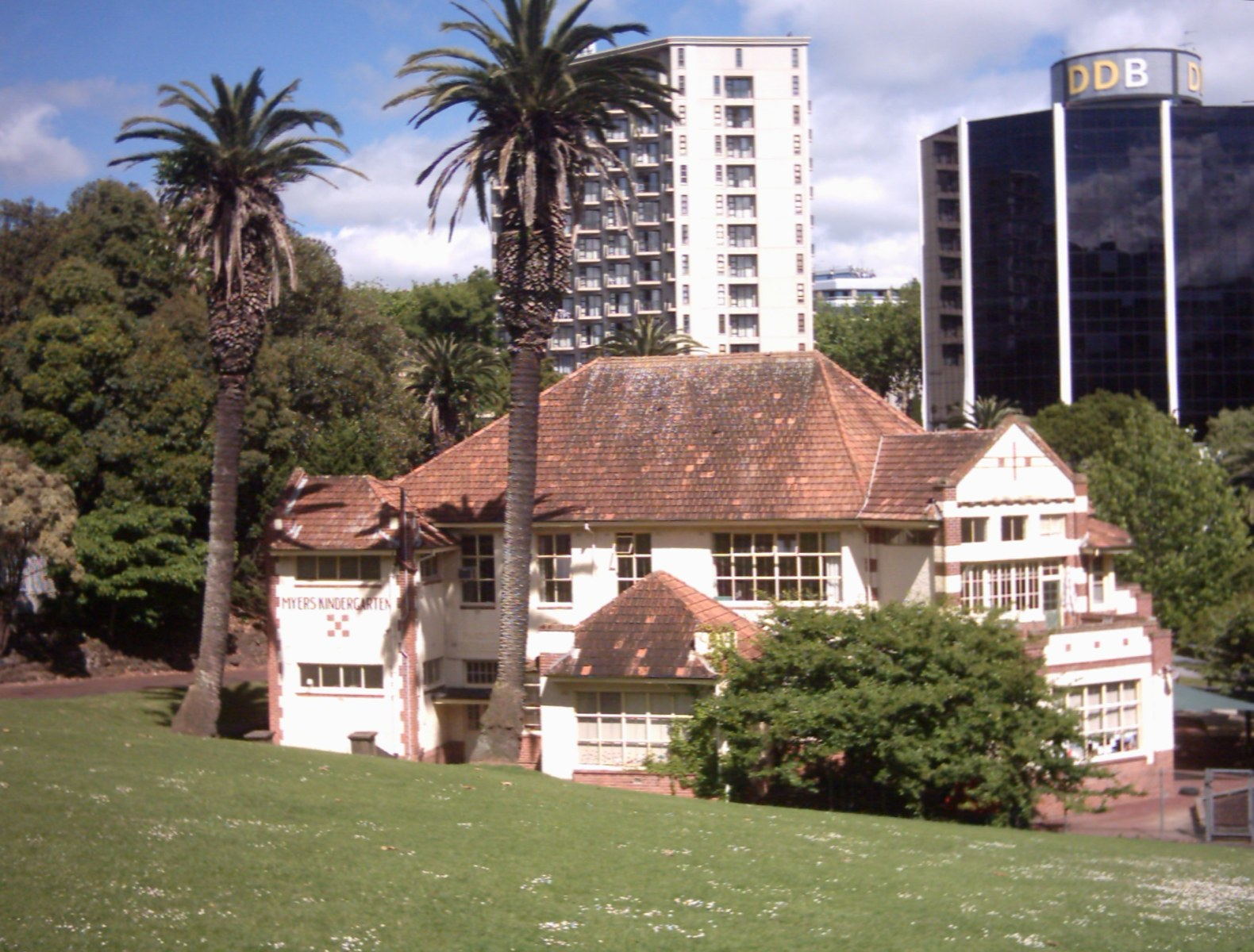
纽西兰奥克兰的麦尔斯自由幼儿园

美术工艺运动主要起源于为19世纪寻找一个独特的和有用的风格。它也是对维多利亚时代历史风格折衷复苏的反应，以及对工业革命造成的“没有灵魂”的机器产品的反驳。这个运动的一些成员认为机器是所有重复和人间罪恶的根本原因，因此他们完全放弃使用机器，而只使用手工。其结果是他们的作品集中到了少数有艺术感，但是不愿分享的庇护人手中。
虽然美术工艺运动有相当大的一部分是对工业化的反应，但是从总的来看它既不是反工业的，也不是反现代化的。一些欧洲艺术家认为机器是必要的，但是它们只应该被用来减轻简单、重复的工作的劳苦。同时一些美术工艺运动的艺术家也认为产品应该是廉价的。20世纪初关于高质量产品与显示设计以及试图将两者融合在一起，是设计讨论的主要话题。
这些试图寻找机器的效率与手工艺者的技巧之间的结合的人觉得一个真正的艺人应该能够让机器做他想要做的事情，而这是一个有用的目标。他们的这个想法与工业时代许多人相信的人类成为机器的奴隶正好相反。
当时所有人都同意要将人对于止不住的机器的服从倒转过来。但是在欧洲的美术工艺运动内部对于在生产过程中从哪个程度起应该放弃机器是一个很激烈的争论。
比如在德国的美术工艺运动中德意志制造联盟（或译德意志工艺联盟）的两个领导人物赫尔曼·穆特修斯和亨利·范·德費爾德持截然不同相反的观点。穆特修斯同时也是德国政府设计教育的首领，他赞成标准化，他相信大批量生产可以产生廉价的、民主的艺术。而凡·德·维尔德则将批量生产看作是对创造性和个人性的威胁。
尽管在这个运动中设计师的个人性比在古典式的设计中更突出，但是在这个运动中也有一些共同性的特征：改革的新哥特式影响、粗糙式和“乡村式”的表面设计、重复设计、竖直的和拉长的形状。为了表现出一个工艺内在的美有些产品故意处于一个没有完成的状态，表现出一定的粗糙和坚固的感觉。在这个运动中也有一定的社会主义背景。这体现在要让艺人从他们的产品中获得满足的目标。这个运动认为琐细的机器生产的工业化过程使得工人丧失了这个满足。
事实上美术工艺运动的参加者反对劳动分工，不管靠不靠机器帮忙。他们的理想是工艺大师，比如说制作一个家具所有的部分，并且可能在帮手的帮助下也进行组装和完工的部分工作人员。这与当时工厂的环境截然相反。美术工艺运动寻求将所有的工作结合到一起。设计师也用他自己的手来完成创造的每个步骤。美术工艺运动中也有些艺术家，比如莫里斯更喜欢为批量生产做设计，但是他们要求生产过程不导致劳动分工和艺匠手艺的丧失。莫里斯本人设计了许多大量生产的地毯。

## 历史

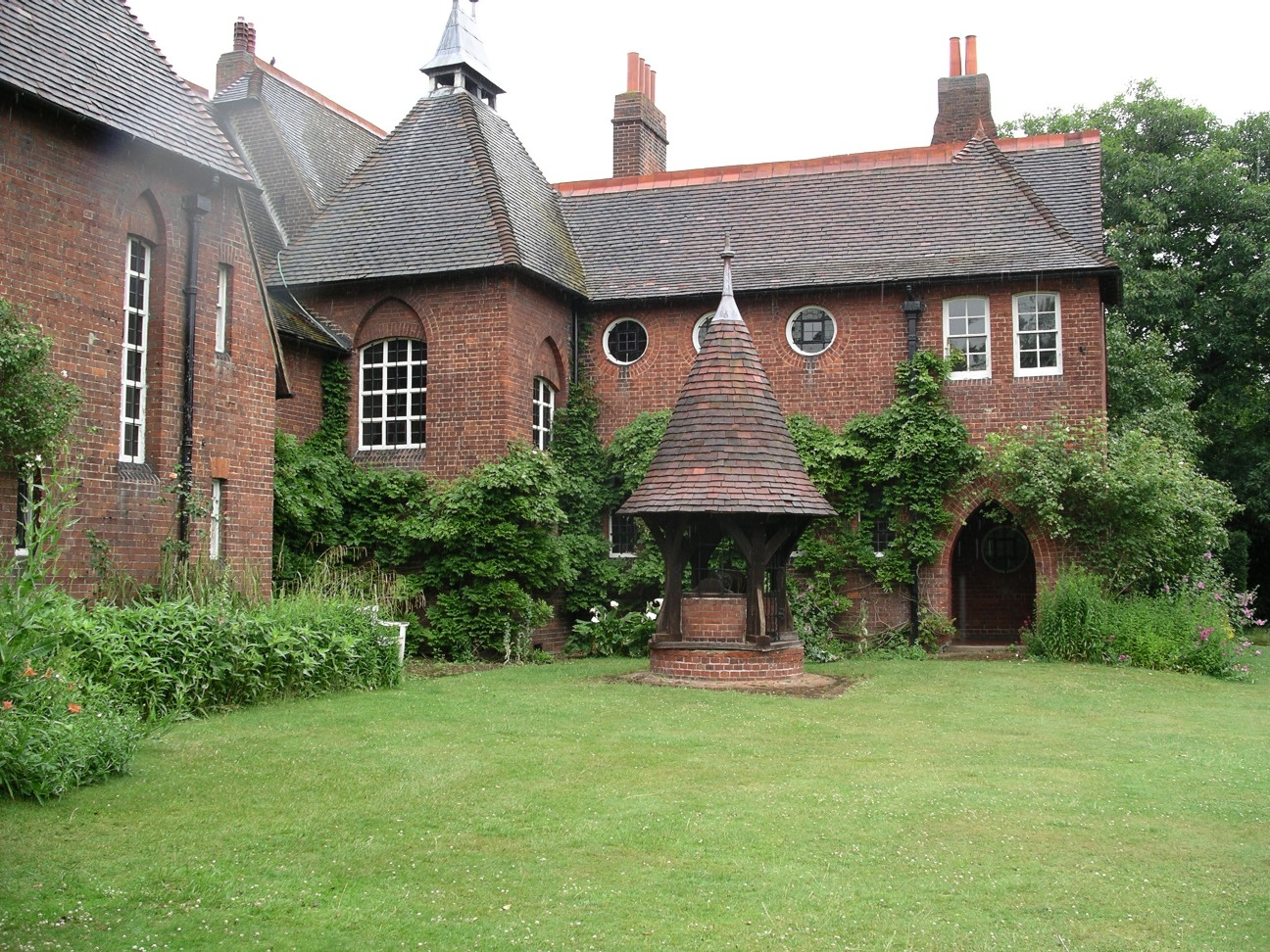
伦敦的红屋

位于伦敦贝克斯利希斯的红屋是建筑师菲利普·韦布为莫里斯本人建造的，它是美术工艺运动早期的代表作。它故意表现使用的原材料如石头和瓦片的表面纹路。它本身的不对称的，结构古怪。威廉·莫里斯后来自己成立了一个出版社，并且设计和出售他的产品如墙纸、布料、家具等等。莫里斯的主意体现在拉菲尔前派的作品中，尤其是约翰·拉斯金的作品中，拉斯金在他的《威尼斯之石》中试图将一个国家的道德和社会健康与它的建筑物和设计的质量联系到一起。但是许多设计师和社会改革家对于原始手工艺的丧失和工业化社会的上升感到不安。他们怕传统技巧和创造力的失落。拉斯金认为一个健康的社会体现在其工人的技巧和创造力中。莫里斯和其他社会主义设计师则寻求一个由自由手工艺者组成的社会。与此同时出现的唯美主义也被结合入这个理想。1881年家庭手艺和工业协会成立，来保护原始手工艺。而后一群改革派建筑师建立了艺术工匠行会来宣传他们对于设计和制造的结合的观点。
1890年代末一群在波士顿非常有影响的建筑师、设计师和教师决定将在英国通过莫里斯开始的设计改革引入美国。他们组织了一个当代工艺物件的展览。1897年1月4日他们首次在波士顿美术馆聚会做准备工作。通过这次展览艺匠、消费者和生产家认识到应用艺术的美和技术潜力，由此在波士顿开始了设计改革的过程。
1897年4月5日第一次美国美术和工艺展览举办，展出了160名艺匠制造的上千件作品。艺匠中半数是妇女。这次展览的成功促成1897年6月28日艺术与手工艺展览协会的成立，其宗旨在于“发展和鼓励更高的手工艺标准”。其成立的21名成员不仅仅对出售感兴趣，而是注重设计师在商业世界内的关系，鼓励艺术家生产最高工艺和设计质量的产品。

## 影響
其起因工业革命的批量生产所带来设计品質下降而开始的设计改良运动。当时大规模生产和工业化方兴未艾，艺术与工艺运动意在抵抗这一趋势而重建手工艺的价值。主要成员是威廉·莫里斯、察尔斯·马金托什（Charles Rennie Mackintosh）、克里斯托弗·德雷瑟、埃德温·鲁琴斯、弗蘭克·勞埃德·賴特、古斯塔夫·斯蒂克利、C·F·A·沃塞（Charles Francis Annesley Voysey）等。由沃尔特·克兰（Walter Crane）和查爾斯·羅伯特·阿什比（Charles Robert Ashbee）传到美国。艺术与工艺运动是英国19世纪末最主要的艺术运动。並影響了接下來的設計史發展。
在美国，艺术与工艺运动一般指显示了新艺术运动和装饰艺术运动（或译装饰风艺术）之间时期，即约1910年至1925年间，的建筑、内部设计和装饰艺术。但其具体涵括范围比欧洲大陆更广泛。

### 欧洲
在欧洲艺术与工艺运动普及很广，它对高质量和简单设计以及对原料使用的纯正以及对古典主义的否定为许多设计师如亨利·凡·德·维尔德带来了灵感。对许多运动如新艺术运动、荷兰风格派运动、维也纳分离派和最终对包豪斯产生了深刻的影响。工艺美术运动可以被看作是现代主义的前奏。在现代主义中纯的形状，不附带任何历史结合，再次进入工业生产。
在俄罗斯一些画家试图与英国的运动基本上无关地恢复中世纪俄罗斯装饰艺术的质量和精神。
约瑟夫·霍夫曼和科罗曼·莫塞尔对现代主义的发展起了不相关的作用。
英国第二次世界大战中实用家具的设计是基于工艺美术运动的。

### 美国
在美国亨利·凡·德·维尔德向更加资产阶级的方向发展。欧洲的工艺美术运动试图制造一个被工业化摧毁了的工艺劳动的绝顶世界，而在美国则是试图建立一个取代英雄工艺生产的新的优美源泉：一个有审美观的中产阶级之家。他们认为简单而优秀的工艺美术运动装饰艺术提高工业消费感受，使得个人更加理智，社会更加和谐。美国的工艺美术运动与当时的政治运动正好接口。
在美国也产生了许多不同重新理解欧洲的亨利·凡·德·维尔德的师徒。这导致了许多工艺美术运动式的建筑、家具和其它装饰艺术如古斯塔夫·斯蒂克利在他的《艺术家》杂志里宣传的。许多人仿造斯蒂克利的家具，其中包括他的兄弟建立的三个公司、爱尔伯特·哈伯德创立的团体、弗蘭克·勞埃德·賴特的田园学派、格林兄弟普及的平房式建筑等。这些建筑风格至今依然在美国非常热门。

## 重要著作
- 《美国工艺美术运动，1876-1916》罗伯特·克拉克（Robert Judson Clark）

## 外部連結
- Fiona MacCarthy, "The old romantics", The Guardian, Saturday 5 March 2005 01.25 GMT （页面存档备份，存于）
- Furniture makers of America and Canada during the Arts & Crafts Movement （页面存档备份，存于）
- The first public museum exclusively dedicated to the American Arts & Crafts movement （页面存档备份，存于）
- Catalog lists with images of the major American Arts & Crafts furniture makers 的存檔，存档日期2017-06-21.